# Nałęcz IV
Nałęcz IV – polski herb szlachecki, odmiana herbu szlacheckiego Nałęcz.

## Opis herbu
W polu czerwonym chusta srebrna, ułożona w koło, związana u dołu, z opuszczonymi końcami.
Klejnot: Trzy pióra strusie.
Labry: Czerwone, podbite srebrem.

## Najwcześniejsze wzmianki
Po raz pierwszy herb pojawił się w Herbarzu rycerstwa Wielkiego Księstwa Litewskiego Wijuka Kojałowicza.

## Herbowni
Koźmian, Koźmiński.